# غريت بيرغر
غريت بيرغر (بالألمانية: Grete Berger)‏ (و. 1883 – 1944 م) هي ممثلة مسرحية، وممثلة أفلام نمساوية، توفيت في معسكر أوشفيتز بيركينو، عن عمر يناهز 61 عاماً.

## وصلات خارجية
- غريت بيرغر على موقع IMDb (الإنجليزية)
- غريت بيرغر على موقع ميوزك برينز (الإنجليزية)
- غريت بيرغر على موقع أول موفي (الإنجليزية)
- غريت بيرغر على موقع قاعدة بيانات الأفلام السويدية (السويدية)
- غريت بيرغر على موقع قاعدة بيانات الفيلم (الإنجليزية)
- غريت بيرغر على موقع كينوبويسك (الروسية)